# 羊舌大夫
羊舌大夫（？—？），名突，即羊舌突，中国春秋时期晋国的大夫，他是伯侨的孙子，晋武公的曾孙。
前660年，晋献公派太子申生进攻东山皋落氏，狐突御戎、先友为车右。罕夷的御戎是梁余子养、车右为先丹木。羊舌大夫是军尉。羊舌职是他的后裔，《新唐书·宰相世系表》是羊舌突的儿子。